# Сам Ламмерс
Сам Ламмерс (нід. Sam Lammers, нар. 30 квітня 1997, Тілбург) — нідерландський футболіст, нападник клубу «Твенте».
Виступав за юнацькі збірні Нідерландів різних вікових категорій.

## Клубна кар'єра
Народився 30 квітня 1997 року в місті Тілбург. Вихованець футбольної школи клубу ПСВ.
У дорослому футболі дебютував 2015 року виступами за команду клубу «Йонг ПСВ», в якій провів три сезони, взявши участь у 47 матчах чемпіонату. У складі молодіжної команди «ПСВ» був одним з головних бомбардирів команди, мав середню результативність на рівні 0,4 голу за гру першості.
Своєю грою за цю команду привернув увагу представників тренерського штабу клубу ПСВ, до складу якого приєднався 2016 року. Відіграв за команду з Ейндговена наступні два сезони своєї ігрової кар'єри.
До складу клубу «Геренвен» приєднався 2018 року на правах оренди. Протягом сезону відіграв за команду з Геренвена 31 матч у національному чемпіонаті, після чого повернувся до ПСВ.
У вересні 2020 року за 9 мільйонів євро перейшов до італійської «Аталанти». У сезоні 2020/21 провів за цю команду 17 матчів у Серії A, після чого 31 серпня 2021 року був відданий в оренду до німецького «Айнтрахта» (Франкфурт-на-Майні). За підсумками сезону 2021/22 Ламмерс виграв з клубом Лігу Європи УЄФА, зігравши в тому турнірі у 7 іграх і забивши 1 гол, втім, у фінальному матчі на поле не виходив.
7 серпня 2022 року був знову відданий «Аталантою» в оренду, цього разу до «Емполі», а першу половину 2023 року на аналогічних умовах провів у «Сампдорії».
15 червня 2023 року за орієнтовні 4 мільйони євро перейшов до шотландського «Рейнджерс». Дебютував у складі «Рейнджерс» 5 серпня 2023 в переможній грі 1–0 проти «Кілмарнока». 12 серпня 2023 відзначився голом в матчі проти «Лівінгстона». 10 січня 2024 року Ламмерс до кінця сезону був відданий в оренду до клубу «Утрехт». У складі останнього він себе непогано зарекомендував відігравши 18 матчів в яких відзначився десятьма голами.
26 липня 2024 року Ламмерс підписав трирічний контракт з нідерландською командою «Твенте».

## Виступи за збірну
Протягом 2015—2018 років виступав у складі юнацьких збірних Нідерландів, взявши участь у 30 іграх на юнацькому рівні, відзначившись 13 забитими голами. Брав участь у чемпіонаті Європи 2016 року серед юнаків до 19 років, зігравши на турнірі всі чотири гри і забивши три м'ячі. Разом із командою посів третє місце у групі, у плей-оф не потрапив, а в зустрічі за право брати участь у юнацькому чемпіонаті світу поступився німецькій команді.
Згодом протягом 2017—2018 років грав за молодіжну збірну Нідерландів.

## Статистика виступів

### Статистика клубних виступів
Станом на 26 вересня 2024
| Клуб                | Сезон             | Ліга              | Ліга | Ліга  | Національний кубок | Національний кубок | Кубок ліги | Кубок ліги | Європа | Європа | Інші змагання | Інші змагання | Усього | Усього |
| Клуб                | Сезон             | Дивізіон          | Ігор | Голів | Ігор               | Голів              | Ігор       | Голів      | Ігор   | Голів  | Ігор          | Голів         | Ігор   | Голів  |
| ------------------- | ----------------- | ----------------- | ---- | ----- | ------------------ | ------------------ | ---------- | ---------- | ------ | ------ | ------------- | ------------- | ------ | ------ |
| Йонг ПСВ            | 2015–16           | Еерстедивізі      | 16   | 2     | —                  | —                  | —          | —          | —      | —      | —             | —             | 16     | 2      |
| Йонг ПСВ            | 2016–17           | Еерстедивізі      | 31   | 17    | —                  | —                  | —          | —          | —      | —      | —             | —             | 31     | 17     |
| Йонг ПСВ            | 2017–18           | Еерстедивізі      | 16   | 11    | —                  | —                  | —          | —          | —      | —      | —             | —             | 16     | 11     |
| Йонг ПСВ            | Разом             | Разом             | 63   | 30    | —                  | —                  | —          | —          | —      | —      | —             | —             | 63     | 30     |
| ПСВ                 | 2016–17           | Ередивізі         | 5    | 2     | 2                  | 0                  | —          | —          | —      | —      | —             | —             | 7      | 2      |
| ПСВ                 | 2017–18           | Ередивізі         | 7    | 0     | 3                  | 1                  | —          | —          | 1      | 0      | —             | —             | 11     | 1      |
| ПСВ                 | 2019–20           | Ередивізі         | 7    | 2     | 1                  | 0                  | —          | —          | 1      | 1      | 1             | 0             | 10     | 3      |
| ПСВ                 | 2020–21           | Ередивізі         | 1    | 0     | —                  | —                  | —          | —          | —      | —      | —             | —             | 1      | 0      |
| ПСВ                 | Разом             | Разом             | 20   | 4     | 6                  | 1                  | —          | —          | 2      | 1      | 1             | 0             | 29     | 6      |
| Геренвен (оренда)   | 2018–19           | Ередивізі         | 31   | 16    | 4                  | 3                  | —          | —          | —      | —      | —             | —             | 35     | 19     |
| Аталанта            | 2020–21           | Серія A           | 15   | 2     | 1                  | 0                  | —          | —          | 1      | 0      | —             | —             | 17     | 2      |
| Аталанта            | 2021–22           | Серія A           | 2    | 0     | 0                  | 0                  | —          | —          | 0      | 0      | —             | —             | 2      | 0      |
| Аталанта            | Разом             | Разом             | 17   | 2     | 1                  | 0                  | —          | —          | 1      | 0      | —             | —             | 19     | 2      |
| «Айнтрахт» (оренда) | 2021–22           | Бундесліга        | 15   | 1     | 0                  | 0                  | —          | —          | 7      | 1      | —             | —             | 22     | 2      |
| Емполі (оренда)     | 2022–23           | Серія A           | 14   | 1     | 0                  | 0                  | —          | —          | —      | —      | —             | —             | 14     | 1      |
| Сампдорія (оренда)  | 2022–23           | Серія A           | 19   | 1     | 1                  | 0                  | —          | —          | —      | —      | —             | —             | 20     | 1      |
| Рейнджерс           | 2023–24           | Прем'єршип        | 17   | 2     | 0                  | 0                  | 4          | 0          | 10     | 0      | —             | —             | 31     | 2      |
| Утрехт (оренда)     | 2023–24           | Ередивізі         | 18   | 10    | —                  | —                  | —          | —          | —      | —      | 2             | 1             | 20     | 11     |
| Твенте              | 2024–25           | Ередивізі         | 6    | 3     | 0                  | 0                  | —          | —          | 3      | 1      | —             | —             | 4      | 2      |
| Усього за кар'єру   | Усього за кар'єру | Усього за кар'єру | 213  | 67    | 12                 | 4                  | 4          | 0          | 23     | 2      | 3             | 1             | 254    | 74     |

## Титули і досягнення
- Чемпіон Нідерландів (1):

ПСВ: 2017-18
- Переможець Ліги Європи УЄФА (1):

«Айнтрахт»: 2021-22
- Володар Кубка шотландської ліги (1):

«Рейнджерс»: 2023-24
Особисті досягнення
- Гравець місяця Ередивізі: квітень 2024[20]
- Команда місяця Ередивізі: квітень 2024[21]